# Аверина, Дина Алексеевна
Ди́на Алексе́евна Аве́рина (род. 13 августа 1998, Заволжье, Нижегородская область) — российская художественная гимнастка. Член сборной команды России. Серебряный призёр Олимпийских игр в Токио (2020), 18-кратная чемпионка мира (2017, 2018, 2019, 2021), в том числе четырёхкратная абсолютная чемпионка мира (2017, 2018, 2019, 2021), трёхкратный серебряный призёр чемпионатов мира (2017, 2021), бронзовый призёр чемпионата мира (2019), трёхкратная чемпионка Европейских игр (2019), в том числе серебряный и бронзовый призёр. 10-кратная чемпионка Европы (2017, 2019, 2021), в том числе четырёхкратный серебряный призёр и бронзовый призёр. Трехкратная абсолютная чемпионка России (2017, 2018, 2022). Заслуженный мастер спорта.
У неё есть младшая сестра-близнец Арина Аверина, также выступающая за сборную России по художественной гимнастике, а также старшая сестра Полина Аверина, в настоящее время тренер по художественной гимнастике.
23 февраля 2024 года объявила о завершении спортивной карьеры.
В 2024 году приняла участие в новом сезоне шоу «Ледниковый период» в паре с фигуристом Дмитрием Соловьевым. Вскоре пара подтвердила свои романтические отношения вне проекта, а в день святого Валентина следующего года ответила согласием на его предложение руки и сердца. 7 июля 2025 года Аверина вышла замуж за Дмитрия Соловьёва.

## Ранняя жизнь и начало карьеры
Дина и её сестра-близнец Арина Аверина родились 13 августа 1998 года в Заволжье. Дина родилась на 20 минут раньше. Дина и Арина начали заниматься гимнастикой в 4 года. До 12 лет вместе с сестрой училась в обычной школе, но по индивидуальной программе.
Первый тренер сестер Авериных — Лариса Викторовна Белова. Старшая из сестер Полина также занималась гимнастикой, однако бросила занятия спортом ради учёбы.
С сентября 2011 года начала тренироваться в УТЦ «Новогорск», а после соревнований «Юный гимнаст» и сборов в Хорватии сестры Аверины попали в Центр олимпийской подготовки к тренеру Вере Николаевне Шаталиной.
В 2014 году сестры приняли участие в чемпионате Москвы, где Дина завоевала золото, а Арина стала второй. После этого девочки отправились на Гран-При Холон. На соревнованиях сестры поменялись местами: Арина стала победительницей, обойдя Дину на 0.009 балла. На World Cup 2014 Lissabon Дина впервые попала в тройку призёров на этапе Кубка мира: в многоборье и упражнениях с лентой она стала третьей и завоевала серебро в соревновании с булавами.
На этапе Спартакиады в городе Раменском стала второй. На «Luxembourg Trophy 2014» заняла первое место в многоборье и получила золото в упражнениях с лентой и обручем.
После этого Дина и Арина вошли в состав сборной России по художественной гимнастике, представляя Приволжский федеральный округ и Москву.

## Взрослый период
В 2015 году на этапе Гран-При в Москве заняла пятое место. На чемпионате России стала третьей, уступив сестре Арине и Яне Кудрявцевой. В командных соревнованиях заняла одновременно первое и второе места, так как выступала за два федеральных округа. Также стала обладательницей золота в упражнениях с мячом и серебра — в соревнованиях с обручем. На международном турнире в Корбей-Эсоне заняла второе место в упражнениях с мячом и обручем и первое — с лентой, разделив его с Ариной. На этапе Кубка мира в Будапеште победила во всех видах программы, кроме ленты.
На чемпионате России 2016 года вновь стала третьей. Этап Кубка мира в Берлине принес ей три золотые медали: в многоборье и в упражнениях с мячом и лентой. На турнире в Литве стала первой. На финальном этапе Гран-При в Эйлате завоевала два серебра: в многоборье и соревнованиях с мячом. На этапе Кубка мира в Эспоо стала второй в упражнениях с мячом. Команда Дины на клубном чемпионате мира стала третьей, однако сама девушка показала лучшее выступление с лентой на первом этапе и с мячом — на втором. На этапе Гран-При в Москве вместе с сестрой получила приз за артистизм от Алины Кабаевой.

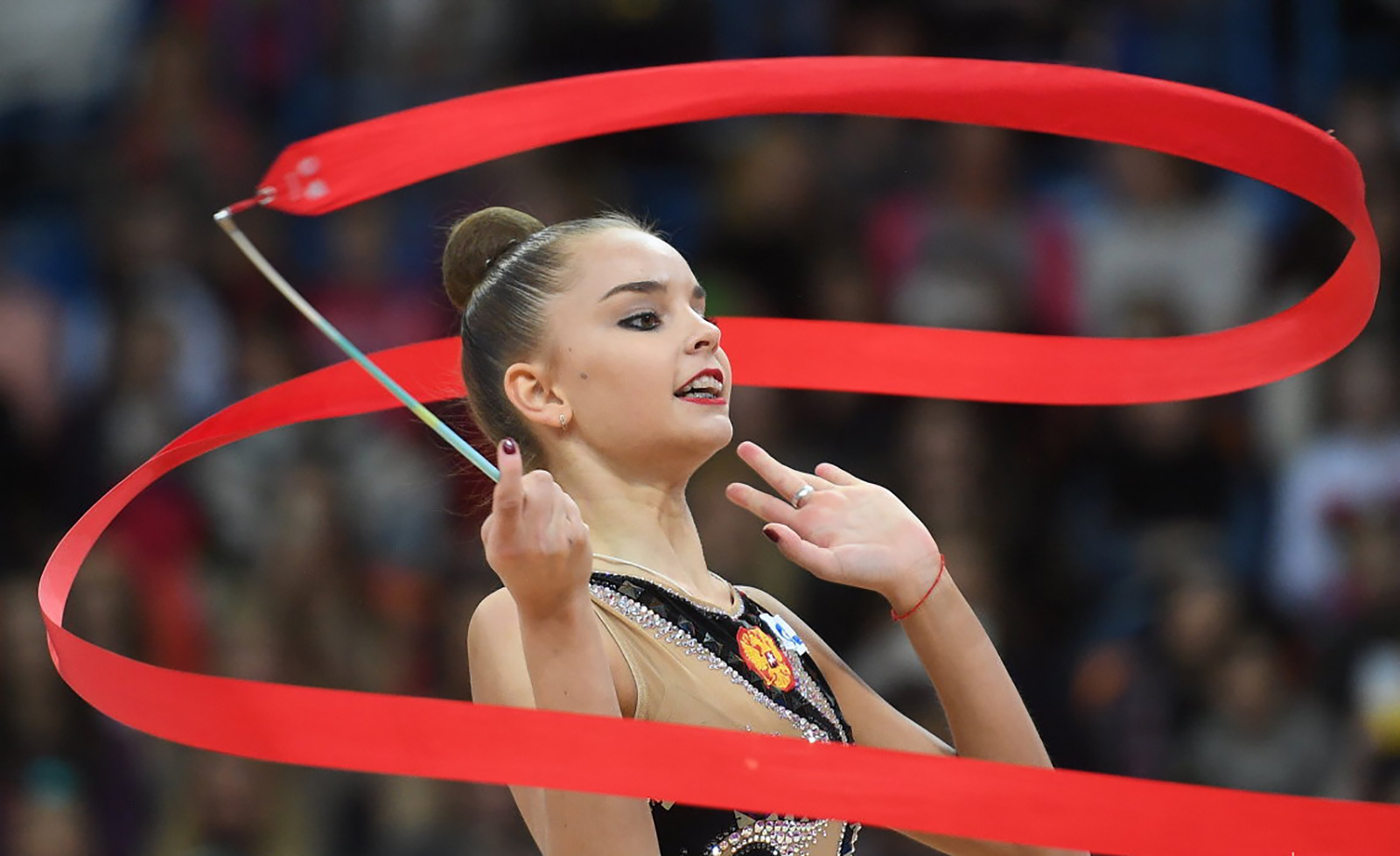
На Гран-при Москвы 2017 года

Сезон 2017 года начался для Дины с триумфа в многоборье на этапе Гран-При в Москве, где ей удалось опередить действующую чемпионку мира Александру Солдатову. Кроме того, она завоевала три золота (обруч, булавы, лента) и серебро (мяч). После этого стала абсолютной чемпионкой страны. На этапе Гран-При в Тье выиграла четыре золотые медали (многоборье, обруч, мяч, булавы), в упражнениях с лентой уступила лишь Юлии Бравиковой. Этап Кубка мира в Пезаро принёс Дине три золота (мяч, булавы, лента) и два серебра (многоборье, обруч). В Ташкенте стала первой в многоборье и упражнениях с булавами, в остальных трех видах оказалась второй, пропустив вперёд сестру Арину. Чемпионат Европы окончательно укрепил сестер Авериных в статусе лидеров сборной России: Дина взяла три золота — в многоборье, обруче и ленте. Гран-При Холон принес гимнастке золото и два серебра, а на Всемирных играх она стала чемпионкой в упражнениях с булавами и серебряным призёром в трех видах. На World Chellenge Cup в Казани завоевала три золотых (многоборье, обруч, булавы) и две серебряные (мяч, лента) медали.
На первом в карьере чемпионате мира стала абсолютной чемпионкой мира, а также первой в упражнениях с обручем и булавами и серебряным призёром в соревнованиях с мячом и лентой.
Чемпионат мира 2018 в Софии окончился триумфом российской спортсменки. Золотую медаль Дина получила в личном многоборье, подтвердив свой статус абсолютной чемпионки мира, выиграла финалы с обручем, мячом и булавами. В составе сборной России также выиграла золото в командном многоборье.
Участвовала в шоу «Алексей Немов и легенды спорта» со своей программой с обручем, а также с сестрой в «Алина 2016» с показательным номером. В шоу «Без страховки» вместе с сестрой они исполнили номер «Близнецы».
В 2019 году стала победительницей в многоборье на этапе Гран-при по художественной гимнастике, который проходил в Москве.
Таким образом, на двух ЧМ и трёх ЧЕ в любом из соревнований, в котором она принимала участие, Дина либо побеждала, либо занимала 2-е место, пропуская вперёд только свою сестру Арину.
На Чемпионате Европы 2019 взяла золотые медали в обруче и ленте, серебряные в мяче и булавах.
На вторых Европейских Играх 2019 в Минске выиграла многоборье. Лидировала в упражнениях с обручем и лентой. Стала второй в финале с булавами, третьей в индивидуальной программе с мячом. Таким образом, Аверина стала трёхкратной чемпионкой Европейских Игр.
На Чемпионате Мира 2019 в Баку Дина стала победительницей в финале с мячом и бронзовым призёром в упражнении с обручем, также взяла золотые медали в упражнениях с булавами и лентой. Завоевала своё третье золото в личном многоборье.
В 2021 году гимнастка на Чемпионате России стала третьей, уступив сестре и Лале Крамаренко. Также Дина одержала победу в двух онлайн-турнирах, в Германии и Финляндии. На прошедшем Кубке мира в Ташкенте Дина одержала победу в многоборье, а также выиграла золотую медалью в финале с обручем, две серебряные (мяч и булавы) и бронзовую в финале с лентой. На Чемпионате Европы 2021 в Варне стала бронзовым призёром многоборья, обладательницей золотой медали в командном зачёте. В финалах европейского первенства Дина Аверина завоевала золото в упражнениях с обручем, мячом и лентой.
На Олимпийских Играх в Токио 2020 Дина Аверина получила серебряную медаль, уступив золото Линой Ашрам из Израиля. Россия впервые с 1996 года осталась без золотой медали в художественной гимнастике.
На чемпионате мира 2021 завоевала пять золотых медалей и одну серебряную. Побила рекорд Евгении Канаевой по количеству золотых медалей, завоёванных на чемпионатах мира.
2022
Сезон 2022 начала с участия в Этапе Гран-При в Москве, где заняла 1 место в многоборье, опередив Лалу Крамаренко и свою сестру, а также завоевала золото в финале с обручем и лентой и бронзу с булавами. На Чемпионате России в командном многоборье стала серебряным призёром, встала на высшую ступень пьедестала в финале с обручем, а в личном многоборье завоевала золото, став трехкратной абсолютной чемпионкой России. Была заявлена на этап Кубка Мира, но в связи отстранением российских и белорусских спортсменов от международных стартов, не выступала на нем. Далее долгое время не принимала участия в соревнованиях и вышла на ковер в следующий раз вне конкурса на Весеннем Кубке в Красноярске. Далее принимала участие в UAE Gymnastika Cup, проходившем в Дубае, где завоевала бронзу в многоборье, уступив Алине Горносько и Лале Крамаренко, а также серебро в мяче и бронзу с булавами. На 1 этапе Кубка Сильнейших завоевала золото в многоборье и финале с лентой, а также серебряные медали в финалах с обручем, мячом и булавами. На турнире Хрустальная Роза в Минске стала пятой в личном многоборье, третьей в финале с мячом и четвёртой с лентой, а также получила золото в команде. На Всероссийской Спартакиаде Сильнейших, проходившей в сентябре, после первого квалификационного дня шла пятой, но в финале многоборья завоевала серебро, уступив лишь Лале Крамаренко. Далее в соревнованиях сезона 2022 не участвовала.
2023
2023 год начала с участия вне конкурса на Чемпионате России. На Гран-При Москва 2023 завоевала серебро в многоборье, отдав золото Лале Крамаренко, а также прошла в финалы с лентой, булавами и мячом. С первыми двумя стала победительницей, а с мячом уступила только Анне Поповой.
На I этап Кубка сильнейших прошедшем в мае, Дина завоевала бронзу в многоборье уступив Анне Поповой и сестре Арине. В финалах отдельных видов не выступала, так как снялась с соревнований.

## Публичная деятельность
В феврале 2022 года вместе с сестрой появилась в рекламном ролике «Сбербанка».
18 марта 2022 года вместе с сестрой выступила в «Лужниках» на митинге-концерте в честь годовщины аннексии Крыма Россией под названием «Za мир без нацизма! Zа Россию! Zа Президентa». Как и другие спортсмены, сёстры были одеты в куртки с символикой российского вторжения на Украину, «Z», выполненной из ленты в цветах российского флага. При публикации фотографии в своём телеграм-канале они удалили этот знак, воспользовавшись фотошопом.
В течение всего 2022 года Дина с сестрой ездили по России с мастер-классами в рамках тура «Нет ничего невозможного». Также в 2022 сестры Аверины стали амбассадорами крупнейшей в стране акции по сбору макулатуры — #БумБатл. А в декабре того же года появились на обложке модного журнала HELLO (выпуск декабрь-январь). Также приняли участие в съемках двух выпусков для шоу Никиты Нагорного «Обмен спортом».

## Программы

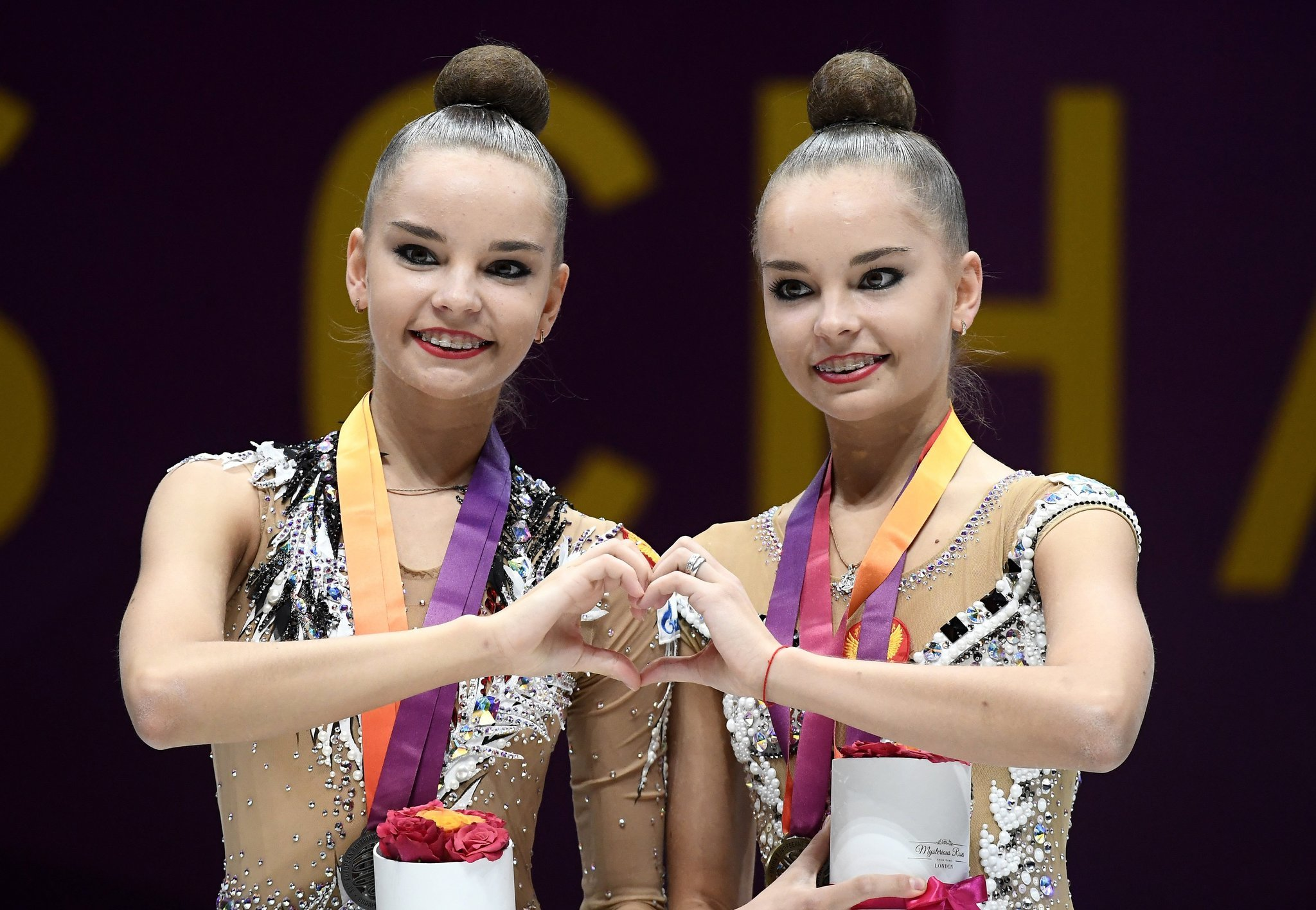
Дина и Арина на Чемпионате Европы 2017

| Год  | Предмет                | Музыкальная композиция                                                                                               |
| ---- | ---------------------- | --- |
| 2023 | Обруч                  | Butterflies and Hurricanes — Muse                                                                                    |
| 2023 | Мяч                    | Toxic — 2WEI |
| 2023 | Булавы                 | Болеро — Дэвид Гарретт                                                                                               |
| 2023 | Лента                  | Concerto No. 1 in G Minor for Cello and Orchestra, Op. 49: I. Allegro                                                |
| 2022 | Обруч                  | How You Like That — Blackpink                                                                                        |
| 2022 | Мяч (первая версия)    | So Far — Оулавюр Арнальдс feat. Arnór Dan Arnarson                                                                   |
| 2022 | Мяч (вторая версия)    | Жизнь за царя (Иван Сусанин), эпилог: Хор «Славься, славься, ты Русь моя!» — Петер Феранец, Михаил Глинка            |
| 2022 | Мяч (третья версия)    | Lovely — Билли Айлиш, Халид                                                                                          |
| 2022 | Булавы                 | Ritmo de Bom Bom/Samba Vocalizado — Jubaba/Luciano Perrone                                                           |
| 2022 | Лента                  | String Quartet No. 8 in C Minor Op. 110: II. Allegro Molto — Дмитрий Шостакович                                      |
| 2021 | Обруч                  | Thunderstruck — Дэвид Гарретт                                                                                        |
| 2021 | Мяч                    | Симфония № 6 — П. И. Чайковский                                                                                      |
| 2021 | Булавы (первая версия) | FOGO — Garmiani feat. Julimar Santos                                                                                 |
| 2021 | Булавы (вторая версия) | Call Me Mother — RuPaul                                                                                              |
| 2021 | Лента                  | La Cumparsita — Ясмин Леви                                                                                           |
| 2021 | Gala                   | you should see me in a crown — Билли Айлиш                                                                           |
| 2020 | Обруч (первая версия)  | Fantasie Brillante sur Gounod’s «Faust», Op. 20 — Генрик Венявский                                                   |
| 2020 | Обруч (вторая версия)  | Thunderstruck — Дэвид Гарретт                                                                                        |
| 2020 | Мяч (первая версия)    | L’Adoration De La Terre, Le Sacrifice — The Rite of Spring, композиция Игорь Стравинский                             |
| 2020 | Мяч (вторая версия)    | Симфония № 6 — П. И. Чайковский                                                                                      |
| 2020 | Булавы (первая версия) | Chiquito — Los Chiquitos                                                                                             |
| 2020 | Булавы (вторая версия) | Двигаться, Kick It (Stephan F Trumpet Remix), Breaking it Down — Raim, Village Girls, Rockin' Nation                 |
| 2020 | Булавы (третья версия) | FOGO — Garmiani feat. Julimar Santos                                                                                 |
| 2020 | Лента                  | La Cumparsita — Ясмин Леви                                                                                           |
| 2019 | Обруч                  | Piano Concerto No.1 In B Flat Minor: 3rd Movement — Максим Мврика                                                    |
| 2019 | Мяч                    | Половецкие танцы — Александр Бородин                                                                                 |
| 2019 | Булавы                 | Baladi Asena, Восточные сказки — Asena, Араш                                                                         |
| 2019 | Лента                  | Un Vie D’amour — Шарль Азнавур и Мирей Матьё                                                                         |
| 2018 | Обруч                  | Spartacus — Арам Хачатурян — Royal Philharmonic Orchestra, Юрий Симонов                                              |
| 2018 | Мяч                    | Петрушка — масленичная ярмарка Игорь Стравинский — Филармония Славоника и Ханспетер Гмюр                             |
| 2018 | Булавы                 | Hey! Pachuco! из фильма «Маска» — Royal Crown Revue                                                                  |
| 2018 | Лента (первая версия)  | Concerto No. 1 in G for Cello and Orchestra, Op. 49: I. Allegro — Йо Йо Ма, Дмитрий Кабалевский и Дмитрий Шостакович |
| 2018 | Лента (вторая версия)  | Калинка — Николай Басков                                                                                             |
| 2018 | Gala                   | |
| 2017 | Обруч                  | Лебединое озеро — Смоленский симфонический оркестр                                                                   |
| 2017 | Мяч                    | Volare из альбома Circus album — DJ BoBo                                                                             |
| 2017 | Булавы                 | Распрягайте лошадей хлопцы — Кубанский казачий хор                                                                   |
| 2017 | Лента                  | Dance of the Basques из балета «Пламя Парижа» — Борис Асафьев                                                        |
| 2017 | Gala (первая версия)   | Me Too — Меган Трейнор                                                                                               |
| 2017 | Gala (вторая версия)   | Жар-птица — Игорь Стравинский                                                                                        |
| 2016 | Обруч                  | Тысяча и одна ночь — Шахерезада                                                                                      |
| 2016 | Мяч                    | Зима — Эдуард Хиль                                                                                                   |
| 2016 | Булавы                 | Караван — Антонелла Руджеро                                                                                          |
| 2016 | Лента                  | Цыгане — Танцевальный ансамбль им. Моисеева                                                                          |
| 2015 | Обруч                  | Жизель, акт I: № 8, Вальс — П. И. Чайковский                                                                         |
| 2015 | Мяч                    | Зима — Эдуард Хиль                                                                                                   |
| 2015 | Булавы                 | Калинка — Андре Рьё                                                                                                  |
| 2015 | Лента                  | Цыгане — Танцевальный ансамбль им. Моисеева                                                                          |
| 2014 | Обруч                  | Песня о Медведях — Алсу                                                                                              |
| 2014 | Мяч                    | Ямайка — Витас |
| 2014 | Булавы                 | Ciocârlia (румынская народная песня) — Джордже Энеску                                                                |
| 2014 | Лента                  | Танец с саблями — Арам Хачатурян                                                                                     |

## Спортивные достижения
| Взрослые | Взрослые                           | Взрослые   | Взрослые | Взрослые | Взрослые | Взрослые | Взрослые |
| Год | Турнир                             | Многоборье | Команда  | Обруч    | Мяч      | Булавы   | Лента    |
| --- | ---------------------------------- | ---------- | -------- | -------- | -------- | -------- | -------- |
| 2021 | Чемпионат мира                     | 1-е        | 1-е      | 1-е      | 1-е      | 1-е      | 2-е      |
| 2021 | Olympico Cup                       | 1-е        |          | 2-е      | 1-е      | 2-е      | 2-е      |
| 2021 | Олимпийские Игры                   | 2-е        |          |          |          |          |          |
| 2021 | Кубок мира Москва                  | 1-е        |          | 1-е      | 1-е      | 1-е      | 1-е      |
| 2021 | Чемпионат Европы                   | 3-е        | 1-е      | 1-е      | 1-е      | 2-е      | 1-е      |
| 2021 | Кубок мира Пезаро                  | 1-е        |          | 1-е      | 2-е      | 3-е      | 2-е      |
| 2021 | Кубок мира Ташкент                 | 1-е        |          | 1-е      | 2-е      | 2-е      | 3-е      |
| 2021 | Гран-при Москва                    | 1-е        |          | 2-е      | 1-е      | 3-е      | 1-е      |
| 2020 | Гран-при Москва                    | 1-е        |          | 4-е (Q)  | 1-е      | 2-е      | 1-е      |
| 2019 | Чемпионат мира                     | 1-е        | 1-е      | 3-е      | 1-е      | 1-е      | 1-е      |
| 2019 | Кубок мира Казань                  | 1-е        |          | 2-е      | 1-е      | 1-е      | 1-е      |
| 2019 | Кубок мира Минск                   | 1-е        |          | 3-е      | 1-е      | 1-е      | 1-е      |
| 2019 | Европейские Игры                   | 1-е        |          | 1-е      | 3-е      | 2-е      | 1-е      |
| 2019 | Чемпионат Европы                   |            | 1-е      | 1-е      |          | 2-е      | 1-е      |
| 2019 | Кубок мира Баку                    | 1-е        |          | 1-е      | 2-е      | 1-е      | 3-е      |
| 2019 | Кубок мира Пезаро                  | 1-е        |          | 2-е      | 3-е      | 1-е      | 1-е      |
| 2019 | Гран-при Тье                       | 3-е        |          | 5-е (Q)  | 4-е (Q)  | 1-е      | 1-е      |
| 2019 | Гран-при Марбелла                  | 1-е        |          | 2-е      | 1-е      | 3-е      | 2-е      |
| 2019 | Гран-при Москва                    | 1-е        |          | 1-е      | 1-е      | 2-е      | 2-е      |
| 2018 | Чемпионат мира                     | 1-е        | 1-е      | 1-е      | 1-е      | 1-е      |          |
| 2018 | Кубок мира Казань                  | 2-е        |          | 1-е      | 1-е      | 1-е      | 1е       |
| 2018 | Чемпионат Европы                   | 2-е        | NT       |          |          |          |          |
| 2018 | Кубок мира Пезаро                  | 1-е        |          | 2-е      | 1е       | 4е       | 1-е      |
| 2018 | Гран-при Тье                       | 1-е        |          | 6-е (Q)  | 1-е      | 2-е      | 1-е      |
| 2018 | Гран-при Москва                    | 1-е        |          | 1-е      | 2-е      | 1-е      | 5-е (Q)  |
| 2017 | Чемпионат мира                     | 1-е        | NT       | 1-е      | 2-е      | 1-е      | 2-е      |
| 2017 | Кубок мира Казань                  | 1е         |          | 1-е      | 8-е      | 1-е      | 2-е      |
| 2017 | Всемирные игры                     |            |          | 2-е      | 2-е      | 1-е      | 2-е      |
| 2017 | Гран-при Холон                     | 2-е        |          | 6-е      | 1-е      | 2-е      | 3-е (Q)  |
| 2017 | Чемпионат Европы                   |            | 1-е      | 1-е      |          | 2-е      | 1-е      |
| 2017 | Кубок мира Ташкент                 | 1-е        |          | 2-е      | 2-е      | 1-е      | 2-е      |
| 2017 | Кубок мира Пезаро                  | 2-е        |          | 2-е      | 1-е      | 1-е      | 1-е      |
| 2017 | Гран-при Тье                       | 1-е        |          | 1-е      | 1-е      | 1-е      | 2-е      |
| 2017 | Гран-при Москва                    | 1-е        |          | 1-е      | 2-е      | 1-е      | 1-е      |
| 2016 | Гран-при финал: Эйлат              | 2-е        |          | 3-е (Q)  | 2-е      | 5-е      | 3-е (Q)  |
| 2016 | Кубок мира Берлин                  | 1-е        |          | 4-е      | 1-е      | 8-е      | 1-е      |
| 2016 | Кубок мира София                   | 5-е        |          | 4-е      | 5-е (Q)  | 4-е (Q)  | 7-е (Q)  |
| 2016 | Гран-при Бухарест                  | 3-е        |          | 3-е      | 3-е      | 2-е      | 7-е      |
| 2016 | Гран-при Брно                      | 3-е        |          | 2-е      | 9-е (Q)  | 4-е      | 2-е      |
| 2016 | Кубок мира Пезаро                  | 5-е        |          | 3-е      | 2-е      | 3-е      | 2-е      |
| 2016 | Гран-при Тье                       | 9-е        |          | 18-е (Q) | 4-е (Q)  | 11-е (Q) | 5-е (Q)  |
| 2016 | International Tournament of Lisbon | 1-е        |          | 1-е      | 1-е      | 1-е      | 1-е      |
| 2016 | Кубок мира Эспоо                   | 6-е        |          | 4-е      | 2-е      | 4-е      | 6-е      |
| 2016 | Гран-при Москва                    | 6-е        |          | 6-е      | 4-е (Q)  | 12-е (Q) | 5-е (Q)  |
| 2015 | Dundee Cup                         | 1-е        |          |          |          |          |          |
| 2015 | MTK Budapest Cup                   | 1-е        |          | 1-е      | 1-е      | 1-е      | 2-е      |
| 2015 | Corbeil-Essonnes International     | 2-е        |          | 2-е      | 2-е      | 6-е      | 1-е      |
| 2015 | International Tournament of Pesaro |            | 1-е      | 1-е      |          | 1-е      |          |
| 2014 | EWUB Luxembourg Trophy             | 1-е        |          | 1-е      |          |          | 1-е      |
| 2014 | Кубок мира Лиссабон                | 3-е        |          | 4-е      | 6-е      | 2-е      | 3-е      |
| 2014 | Holon International Tournament     | 2-е (OC)   |          | 2-е (OC) | 2-е (OC) | 1-е      | 3-е (OC) |
| 2014 | Алина                              | 1-е        |          |          |          |          |          |
| Юниорские |                                    |            |          |          |          |          |          |
| Год | Турнир                             | Многоборье | Команда  | Обруч    | Мяч      | Булавы   | Лента    |
| 2013 | Happy Caravan Cup                  |            | 1-е      |          |          | 1-е      |          |
| 2012 | MTM Ljubljana                      |            | 1-е      |          |          |          |          |
| 2012 | Venera Cup                         | 1-е        |          | 2-е      | 1-е      | 2-е      | 2-е      |
| 2012 | Юниорские гран-при Москва          |            | 4-е (OC) |          |          |          |          |
| 2011 | Russian-Chinese Youth Games        | 1-е        |          |          |          |          |          |
| Национальные |                                    |            |          |          |          |          |          |
| Год | Турнир                             | Многоборье | Команда  | Обруч    | Мяч      | Булавы   | Лента    |
| 2021 | Чемпионат России                   | 3-е        | 3-е      | 3-е      | 2-е      | 1-е      | 3-е      |
| 2020 | Чемпионат России                   | 3-е        | 2-е      |          |          |          |          |
| 2019 | Чемпионат России                   | 2-е        | 2-е      |          |          |          |          |
| 2018 | Чемпионат России                   | 1-е        | 1-е      |          |          |          |          |
| 2017 | Чемпионат России                   | 1-е        | 1-е      |          |          |          |          |
| 2016 | Чемпионат России                   | 3-е        | 1-е      | 2-е      | 3-е      | 4-е      | 2-е      |
| 2015 | Чемпионат России                   | 3-е        | 1-е      | 2-е      | 1-е      | 6-е      | 3-е      |
| 2014 | Чемпионат России                   | 6-е        | 1-е      | 2-е      | 6-е      | 4-е      | 3-е      |
| 2013 | Чемпионат России среди юниоров     | 3-е        |          |          |          |          |          |
| 2012 | Чемпионат России среди юниоров     | 4-е        |          |          |          |          |          |
| 2011 | Чемпионат России среди юниоров     | 6-е        |          |          |          |          |          |
| Q = в квалификации (без выступления в финале соревнования из-за ограничения 2-х гимнасток из одной страны или только 8-и с высшим результатом); WR = Мировой рекорд; WD = снялась с состязаний из-за травмы; NT — нет командных соревнований 'OC = вне зачёта (участвовала в соревновании, но баллы не засчитывались |                                    |            |          |          |          |          |          |

## Награды и звания
- Спортсмен года в России по версии Премии РБ (2022)[23].
- Орден Дружбы (11 августа 2021 года) — за большой вклад в развитие отечественного спорта, высокие спортивные достижения, волю к победе, стойкость и целеустремленность, проявленные на Играх XXXII Олимпиады 2020 года в городе Токио (Япония)[24][25].
- Заслуженный мастер спорта России (2017)[26].
- Мастер спорта России международного класса (2014)[27].